# Baoquanli
Unter dem Begriff Baoquanli (抱拳礼,  Bàoquánlǐ) versteht man eine Begrüßungsform ohne Verbeugung im chinesischen Kampfsport.
Man nimmt dabei die Konzentrationshaltung (Li zheng) ein. Die rechte Hand formt eine Faust und wird von der linken Hand umfasst, beide Hände      stehen in Kinnhöhe. Die rechte Hand symbolisiert Yang und die Sonne, die linke Hand steht für Yin und den Mond. Das Handzeichen zeigt die     Harmonie von Yin und Yang an. Fügt man die Schriftzeichen für Sonne und Mond zusammen, so erhält man das Wort Míng (chin. 明), was hell,      strahlend bedeutet.  Ming war aber auch eine chinesische Dynastie, für die viele Menschen unter der Qing-Dynastie kämpften. Dieses Handzeichen war ein Symbol der Ming-Anhänger.